# Jerry Yan
Jerry Yan (hagyományos kínai írással: 言承旭 pinjin: Yán Chéngxù, magyaros: Jen Cseng-hszü; születési neve: 廖洋震, pinjin: Liào Yángzhèn, magyaros átírásban: Liao Jang-csen; 1977. január 1.) tajvani színész, az F4 fiúegyüttes tagja.

## Filmográfia

### Televíziós sorozat
- 2000: Great Teacher
- 2001: Meteor Garden mint Dao Ming Si (道明寺)
- 2001: Meteor Rain mint Dao Ming Si (道明寺)
- 2001: Love Scar
- 2002: Come to My Place
- 2002: Meteor Garden II mint Dao Ming Si (道明寺)
- 2006: The Hospital mint Su Yihua (蘇怡華)
- 2008: Lancsiu huo mint Dong Fang Xiang (東方翔)
- 2009: Starlit
- 2010: Hsziungmao zsen mint Rendőr Chen (陳警探) - kámea
- 2010: Csiu hsziang lajcse naj mint  Xiang Yu Ping (項羽平)
- 2011: My Splendid Life mint Liu Yuhao (劉宇浩)
- 2014: Loving, Never Forgetting mint Li Zhongmou (厉仲谋)[1]
- 2015: My Best Ex-Boyfriend mint Li Tang (李唐)[2]
- 2016: Because·Love 	mint Zhuang Daosheng (莊道生)[3]
- 2017: Legend of Fu Yao mint Zhangsun Wuji[4]
- 2020: Count Your Lucky Stars mint Lu Xincheng

### Filmek
- 2004: Magic Kitchen
- 2012: Ripples of Desire
- 2012: Heroic Detective
- 2014: Lupin III: Necklace of Cleopatra
- 2015: Our Times[5]

## Diszkográfia

### Stúdióalbum (egyéni)
| Album # | Album Info | Vágány felsorolás |
| ------- | --- | --- |
| 1.      | Jerry for You (第一次) - Felszabadított: 20 augusztus 2004 - Címke: Sony Music Taiwan - Nyelv: Mandarin - Formátum: stúdióalbum (CD) - Műfaj: Mandopop                        | 1. One Meter 一公尺 2. Be A Good Lover 做個好情人 3. Memory Pieces 記憶拼圖 4. Decoration 陪襯品 5. Want to Love You 想要愛你 6. Gravity 地心引力 7. I Want It Now 8. Isolation 隔離 9. Forget Myself 忘了自己 10. Fantasy |
| 2.      | Freedom (多出来的自由) - Felszabadított: 18 június 2009 - Címke: Sony Music Taiwan - Nyelv: Mandarin - Formátum: stúdióalbum (CD) - Műfaj: Mandopop                           | 1. "Thank You" 2. "我會很愛你" [I Will Love You Very Much] (vezérdallam Sony WALKMAN CF) 3. "在KTV說愛你" [Say I Love You In KTV] (Korean Drama East of Eden Mandarin nyitó téma) 4. "一半" (Yi Ban) [Other Half] (Hot Shot befejező téma) 5. "去闖" [Go For It] 6. "多出來的自由" [Freedom] 7. "黑咖啡日記" [Black Coffee Diary] 8. "Lost Love" 9. "愚人節" [April Fool's] 10. "等你回來" [Wait Till You Come Back] |
| 3.      | My Secret Lover (我的秘密情人) (új + gyűjtemény) - Felszabadított: 22 január 2010 - Címke: Sony Music Taiwan - Nyelv: Mandarin - Formátum: stúdióalbum (CD) - Műfaj: Mandopop | CD1 1. Afraid Of The Dark 怕黑 2. Out Of Favor 失寵 3. Used To Us Being Together 习惯两个人 4. One Meter 一公尺 5. Say I Love You In KTV (koreai dráma “East Of Eden” Opening Theme Song) 在KTV說愛你 6. Memory Pieces 记忆拼图 7. I Cannot Leave You 我没有办法离开妳 8. I've Forgotten 忘了自己 9. Be A Good Lover 做个好情人 10. To Be You 要定妳 11. Isolation 隔离 12. Wait Till You Come Back 等你回来 13. Fantasy 14. Other Half 一半 CD2 1. You Are My Only Persistence 你是我唯一的执着 - nyitó témája The Hospital 2. Freedom 多出来的自由 3. I Will Love You 我会很爱妳 4. Black Coffee Diary 黑咖啡日记 5. Gravity 地心引力 6. Only Me 只有我 7. I Want It Now 8. April Fool's 愚人节 9. Lost Love 10. Decoration 陪衬品 11. I Want To Love You 想要爱妳 12. Go For It 去闯 13. I Really Really Love You 我是真的真的很爱妳 14. Thank You |

### F4
- Meteor Rain (album) (2001)
- Fantasy 4ever (2002)
- Waiting for you (2007)